# Saison 3 de South Park
Chronologie
Saison 2 Saison 4
Cet article présente le guide des épisodes de la troisième saison de la série télévisée South Park.

## Épisodes
| № | #  | Titre                                                                                 | Réalisation               | Scénario                                 | Première diffusion |
| --- | -- | ------------------------------------------------------------------------------------- | ------------------------- | ---------------------------------------- | ------------------ |
| 32 | 1  | Tropicale schtropicale Rainforest Schmainforest                                       | Trey Parker               | Trey Parker & Matt Stone                 | 7 avril 1999       |
| Les enfants rendent gai, une chorale écologiste, rend visite à l'école de South Park. |    |                                                                                       |                           |                                          |                    |
| 33 | 2  | Combustion spontanée Spontaneous Combustion                                           | Trey Parker               | Trey Parker & Matt Stone & David Goodman | 14 avril 1999      |
| De nombreux cas de « combustion spontanée » sont signalés à South Park. Randy Marsh est chargé de trouver l'origine de cette épidémie.                                                        |    |                                                                                       |                           |                                          |                    |
| 34 | 3  | La Maman de Chef The Succubus ou Chef's Mama                                          | Trey Parker               | Trey Parker                              | 21 avril 1999      |
| Les enfants sont malheureux : Chef ne travaille plus à la cantine. Sa nouvelle petite amie est une femme étrange qui cache un terrible secret...                                              |    |                                                                                       |                           |                                          |                    |
| 35 | 4  | Les Jakovasaures Jakovasaurs                                                          | Matt Stone                | Trey Parker & Matt Stone & David Goodman | 16 juin 1999       |
| Cartman découvre un Jakovasaure femelle, puis un mâle. |    |                                                                                       |                           |                                          |                    |
| 36 | 5  | Tweek contre Craig Tweek vs. Craig                                                    | Trey Parker               | Trey Parker                              | 23 juin 1999       |
| Les enfants essaient de déclencher une bagarre entre Tweek Tweak et Craig afin de déterminer qui est le plus turbulent des deux.                                                              |    |                                                                                       |                           |                                          |                    |
| 37 | 6  | Le Panda du harcèlement sexuel Sexual Harassment Panda                                | Eric Stough               | Trey Parker & Matt Stone                 | 7 juillet 1999     |
| Un panda, venu dans la classe des enfants expliquer le principe du harcèlement sexuel et encourager sa dénonciation, déclenche une folie des procès à South Park.                             |    |                                                                                       |                           |                                          |                    |
| 38 | 7  | Orgie de chat Cat Orgy                                                                | Trey Parker               | Trey Parker & Matt Stone                 | 14 juillet 1999    |
| Mme Cartman va à la fête donnée chez M. Mackey et laisse son fils sous la garde de Shelley Marsh...                                                                                           |    |                                                                                       |                           |                                          |                    |
| 39 | 8  | Deux hommes nus dans un jacuzzi Two Guys Naked in a Hot Tub                           | Eric Stough               | Trey Parker & Matt Stone                 | 21 juillet 1999    |
| Après avoir laissé Shelley chez les Cartman, la famille Marsh se rend chez M. Mackey, et Stan est relégué à la cave avec d'autres enfants pas très fréquentables.                             |    |                                                                                       |                           |                                          |                    |
| 40 | 9  | Les Scouts juifs Jewbilee                                                             | Trey Parker               | Trey Parker                              | 28 juillet 1999    |
| Juste avant d'aller à la fête chez M. Mackey, les Broflovski emmènent Kyle, Ike et Kenny au camp de scouts juifs...                                                                           |    |                                                                                       |                           |                                          |                    |
| 41 | 10 | Korn et le mystère mystérieux des pirates fantômes Korn's Groovy Pirate Ghost Mystery | Trey Parker               | Trey Parker & Matt Stone                 | 27 octobre 1999    |
| À l'approche d'Halloween, South Park est en effervescence, sauf le père Maxi qui considère cette fête comme une vénération de Satan...                                                        |    |                                                                                       |                           |                                          |                    |
| 42 | 11 | Chinpokomon                                                                           | Eric Stough & Trey Parker | Trey Parker                              | 3 novembre 1999    |
| Les enfants sont pris dans la folie Chinpokomon, qui est en fait une conspiration anti-américaine de nostalgiques de Pearl Harbor.                                                            |    |                                                                                       |                           |                                          |                    |
| 43 | 12 | Les Comptines du singe batteur Hooked on Monkey Phonics                               | Trey Parker               | Trey Parker & Matt Stone                 | 10 novembre 1999   |
| Un concours d'orthographe a lieu à South Park. Deux enfants qui sont scolarisés à domicile remportent le trophée alors que Cartman avait une arme secrète : Les Comptines du singe batteur... |    |                                                                                       |                           |                                          |                    |
| 44 | 13 | Éthernopiens dans l'espace Starvin' Marvin in Space                                   | Eric Stough               | Trey Parker & Pam Brady                  | 17 novembre 1999   |
| Pascal la Dalle cherche où reloger son village pour qu'ils échappent aux missionnaires chrétiens...                                                                                           |    |                                                                                       |                           |                                          |                    |
| 45 | 14 | Médaille de connerie avec palmes The Red Badge of Gayness ou War                      | Trey Parker               | Trey Parker & Matt Stone                 | 24 novembre 1999   |
| Reconstitution de la bataille du mont Tamarack pendant la Guerre de Sécession, dirigée par Marvin Marsh, grand-père de Stan...                                                                |    |                                                                                       |                           |                                          |                    |
| 46 | 15 | Les Chants de Noël de Monsieur Hankey Mr. Hankey's Christmas Classics                 | Trey Parker               | Trey Parker & Matt Stone                 | 1er décembre 1999  |
| M. Hankey nous présente ses meilleurs vœux sous forme de showcase musical où tout le monde participe.                                                                                         |    |                                                                                       |                           |                                          |                    |
| 47 | 16 | Dieu es-tu là ? C'est Jésus à l'appareil Are You There God? It's Me, Jesus            | Eric Stough               | Trey Parker & Matt Stone                 | 29 décembre 1999   |
| À l'aube de l'an 2000, South Park est en effervescence : Jésus va probablement faire venir Dieu sur Terre.                                                                                    |    |                                                                                       |                           |                                          |                    |
| 48 | 17 | Le Bruit marron World Wide Recorder Concert ou The Brown Noise                        | Eric Stough               | Trey Parker & Matt Stone                 | 12 janvier 2000    |
| Un gigantesque concert de flûtes à bec dirigé par Yoko Ono et réunissant les enfants de tous les États-Unis doit se dérouler dans l'Arkansas.                                                 |    |                                                                                       |                           |                                          |                    |